# Président de la Vallée d'Aoste
Le président de la Vallée d'Aoste est le président de la Junte régionale, le préfet et le chef du gouvernement de la région autonome de la Vallée d'Aoste, en Italie.

## Fonctions
Il préside la Junte régionale, qui constitue l'organe exécutif de la région autonome. Il est élu par le Conseil régional qui peut le forcer à démissionner en adoptant une motion de censure.

## Liste des présidents
|          | Présidents de la Vallée d'Aoste       | Présidents de la Vallée d'Aoste | Présidents de la Vallée d'Aoste    | Présidents de la Vallée d'Aoste | Présidents de la Vallée d'Aoste |
| Portrait | Nom                                   | Parti                           | Mandat                             | Législature                     |                                 |
| -------- | ------------------------------------- | ------------------------------- | ---------------------------------- | ------------------------------- | ------------------------------- |
|          | Frédéric Chabod (1901-1960)           | UV                              | 1946                               | Provisoire                      |                                 |
|          | Séverin Caveri (1908-1977)            | UV                              | 1946–1954                          | Provisoire et Ire               |                                 |
|          | Vittorino Bondaz (1905-1997)          | DC                              | 1954–1959                          | IIe                             |                                 |
|          | Oreste Marcoz (1905-1972)             | UV                              | 1959–1963                          | IIIe                            |                                 |
|          | Séverin Caveri (1908-1977)            | UV                              | 1963–1966                          | IVe                             |                                 |
|          | César Bionaz (1912-1969)              | DC                              | 1966–1969                          | IVe et Ve                       |                                 |
|          | Mauro Bordon (1914-1995)              | DC                              | 1969–1970                          | Ve                              |                                 |
|          | César Dujany (1920-2019)              | DP                              | 1970–1974                          | Ve et VIe                       |                                 |
|          | Mario Andrione (1932-2017)            | UV                              | 1974–1984                          | VIe, VIIe et VIIIe              |                                 |
|          | Auguste Rollandin (né en 1949)        | UV                              | 1984–1990                          | VIIIe et IXe                    |                                 |
|          | Jean Bondaz (né en 1936)              | DC                              | 1990–1992                          | IXe                             |                                 |
|          | Hilaire Lanivi (né en 1939)           | AI                              | 1992–1993                          | IXe                             |                                 |
|          | Dino Viérin (né en 1948)              | UV                              | 1993–2002                          | Xe et XIe                       |                                 |
|          | Robert Louvin (né en 1960)            | UV                              | 2002–2003                          | XIe                             |                                 |
|          | Charles Perrin (né en 1946)           | UV                              | 2003–2005                          | XIIe                            |                                 |
|          | Lucien Caveri (né en 1958)            | UV                              | 2005–2008                          | XIIe                            |                                 |
|          | Auguste Rollandin (né en 1949)        | UV                              | 2008–2017                          | XIIIe et XIVe                   |                                 |
|          | Pierluigi Marquis (né en 1964)        | SA                              | mars-octobre 2017                  | XIVe                            |                                 |
|          | Laurent Viérin (né en 1975)           | UVP                             | octobre 2017-juin 2018             | XIVe                            |                                 |
|          | Nicoletta Spelgatti (née en 1971)     | LN                              | juin-décembre 2018                 | XIVe                            | XVe                             |
|          | Antoine Fosson (né en 1951)           | PNV                             | décembre 2018-décembre 2019        |                                 | XVe                             |
|          | Renzo Testolin (intérim) (né en 1968) | UV                              | 16 décembre 2019 - 21 octobre 2020 |                                 | XVe                             |
|          | Erik Lavévaz (né en 1980)             | UV                              | 21 octobre 2020 - 25 janvier 2023  | XVIe                            |                                 |
|          | Luigi Bertschy (intérim) (né en 1965) | Alliance valdôtaine             | 25 janvier - 2 mars 2023           | XVIe                            |                                 |
|          | Renzo Testolin (intérim) (né en 1968) | UV                              | 2 mars 2023 - en fonction          | XVIe                            |                                 |